# Žan Vipotnik
Žan Vipotnik, slovenski nogometaš, * 18. marec 2002.
Vipotnik je profesionalni nogometaš, ki igra na položaju napadalca. Od leta 2024 je član valižanskega kluba Swansea City, od leta 2023 pa tudi slovenske reprezentance. Pred tem je bil član slovenskega kluba Maribor, kjer je bil tudi posojen v slovenska kluba Gorico in Triglav Kranj, ter francoskega kluba Bordeaux. Bil je tudi član slovenske reprezentance do 15, 16, 17, 18, 19 in 21 let.